# Excelsior Motor Manufacturing & Supply Company
Pour les articles homonymes, voir Henderson et Motocyclette.

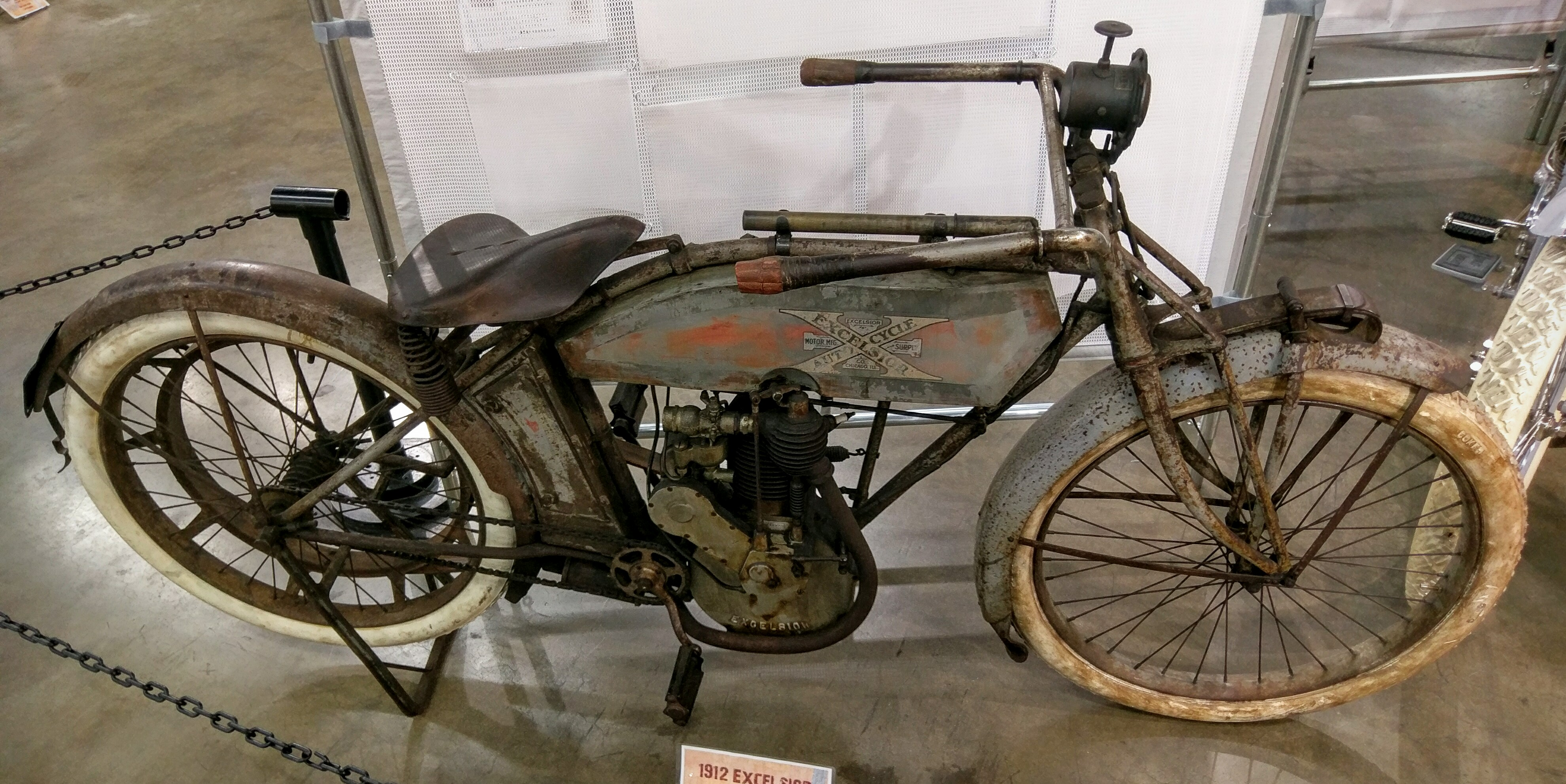
Moto Excelsior de 1912 exposée au California Automobile Museum.

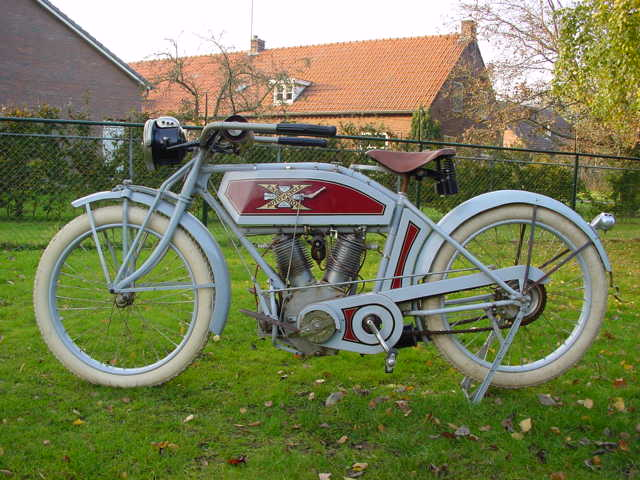
Excelsior 1914.

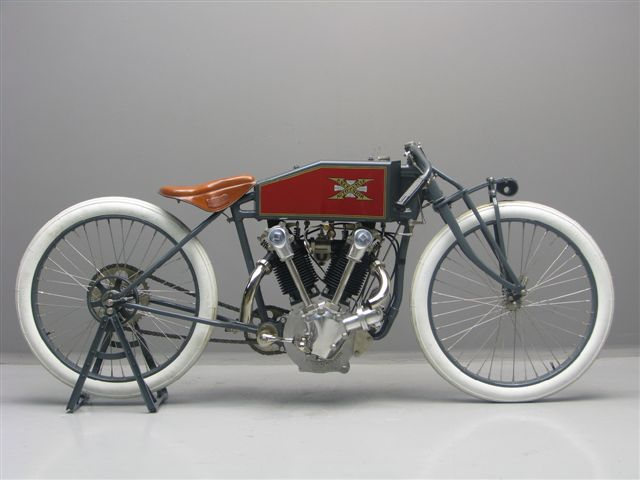
Excelsior OHC racer 1919.

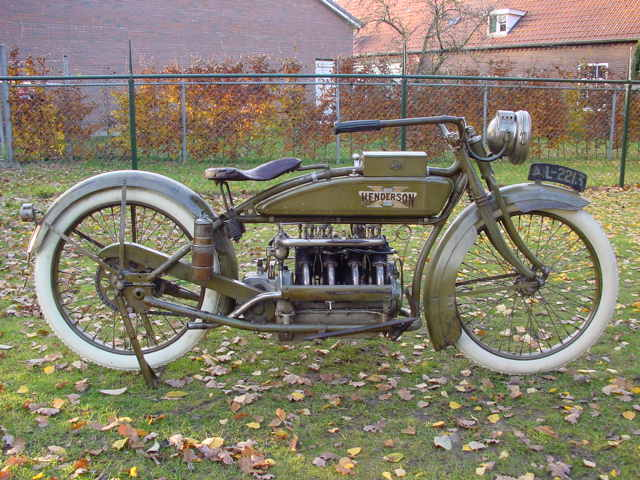
Henderson de 1918 construite par Excelsior.

Excelsior Motor Manufacturing & Supply Company était une fabrique américaine de motos créée en 1907 et basée à Chicago. En 1912, la compagnie fut rachetée par Ignaz Schwinn, propriétaire des vélos Arnold, Schwinn & Co. . La même année, une Excelsior fut la première moto à être officiellement chronométrée à une vitesse de 100 milles par heure (161 kilomètres par heure) . La Société Henderson Motorcycle est devenue une division d'Excelsior quand Schwinn racheta Henderson en 1917 . En 1928, Excelsior était le troisième fabricant de motos aux États-Unis derrière Indian et Harley-Davidson. La Grande Dépression convainquit Schwinn de fermer Excelsior en septembre 1931.

## Excelsior BigX
Durant les années 1910 et 1920, le pilier de la production d'Excelsior était le Modèle BigX de 61ci (1.000 cm3). Elle avait un moteur V-twin IOE, d'abord équipée d'une transmission à 2 vitesses par courroie puis d'une boîte de vitesses à 3 rapports. Les couleurs disponibles étaient le gris avec panneaux rouges au début de sa production, le «modèle militaire» de la fin de cette période était quant à lui couleur kaki (une nuance vert-brun). Les modèles des années 1920 étaient peints en bleu très foncé avec de fines rayures dorées. Beaucoup de ces motos furent exportées, l’Europe et l’Australie en recevant un certain nombre. Dans les années 1920, un très petit nombre de BigX furent équipées de moteurs de 74 ci (1.200 cm3). La production de la BigX se poursuivit jusqu'en 1924, date à laquelle elle fut remplacée par la SuperX.

## Excelsior Super X
Excelsior présenta son modèle Super X en 1925. La Super X était la première moto américaine dotée d'un moteur bicylindre en V de 45 ci (737 cm3). Elle fut conçu pour concurrencer l'Indian Scout  de plus petite cylindrée. En réponse à la popularité de la Super X, Indian porta tout d'abord la cylindrée de sa Scout à 45 ci également, puis présenta sa nouvelle 101 Scout . Harley-Davidson présenta également une moto de 45 ci, le modèle D.

## Compétition
Joe Petrali, le fameux pilote moto américain des années 1920, persuada Ignaz Schwinn de relancer Excelsior en compétition. Il aida la compagnie à concevoir plusieurs moteurs de course qui s'avérèrent être de grands succès entre les mains de pilotes talentueux. Fait unique, Ignaz Schwinn accepta de laisser Petrali piloter sa propre Harley-Davidson sur des pistes où il pensait qu'elle était plus compétitive que ses modèles. En 1927 Petrali remporta pour Excelsior son premier championnat des 10 km AMA sur piste de terre devant les pilotes Harley sur le Milwaukee Mile.
En 1929, Petrali commença son aventure en Hill-Climbing avec la marque, remportant les championnats nationaux sur des Excelsior de 45 et 61 ci à Muskegon, Michigan. La grosse Excelsior de 61ci (1.000 cm3) construite sur mesure par Petrali était affectueusement surnommée "Big Bertha". À son guidon, il devint le premier pilote à franchir de nombreuses montées historiques du circuit.

## Fin de la marque
En 1929, le krach boursier et la Grande Dépression qui en résultèrent firent chuter les ventes de motos. À l'été 1931, Schwinn convoqua ses chefs de département pour une réunion au siège d’Excelsior. Il leur dit carrément, sans aucune indication préalable : « Gentlemen, today we stop » (« Messieurs, aujourd'hui nous arrêtons »). Schwinn estimait que la dépression pourrait facilement durer huit ans et même s'aggraver. Malgré un carnet de commandes bien rempli, Schwinn choisit ainsi de réduire radicalement ses engagements commerciaux à son cœur d'activité : la fabrication de vélos. Toutes les opérations chez Excelsior prirent fin en septembre 1931 .

## Références

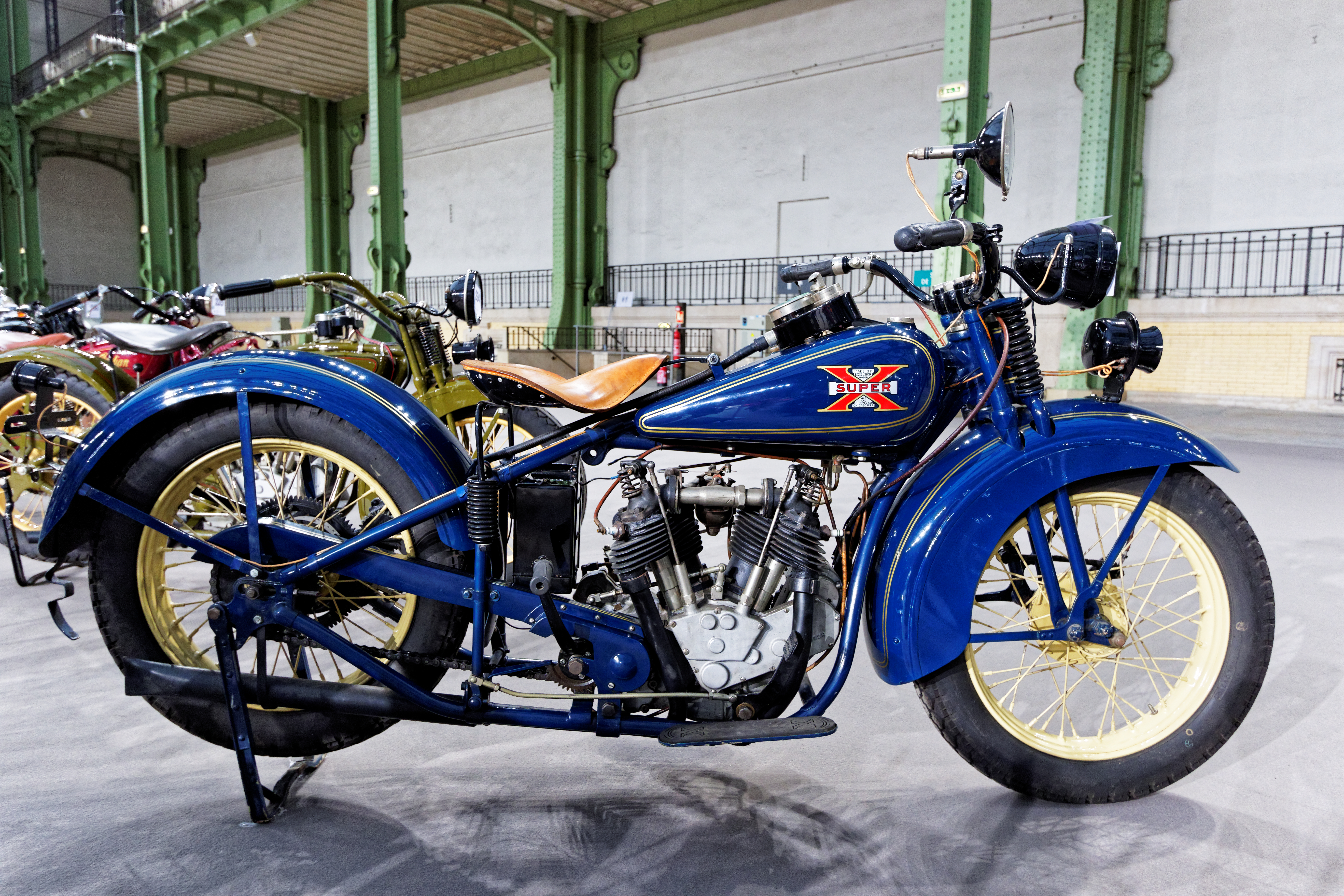
Excelsior 750 cm3 Super-X - 1930.